# Leptophion iochus
Leptophion iochus là một loài tò vò trong họ Ichneumonidae.